# Diplocotes minuta
Diplocotes minuta là một loài bọ cánh cứng trong họ Ptinidae. Loài này được Oke miêu tả khoa học năm 1928.